# Charles M. Poser
Charles Marcel Poser (* 30. Dezember 1923 in Antwerpen, Belgien; † 11. November 2010 in Boston, Massachusetts) war ein amerikanischer Neurologe und Hochschullehrer. Auf eine von ihm geleitete Arbeitsgruppe gehen die Poser-Kriterien zurück, die Anwendung in der Diagnostik der Multiplen Sklerose fanden.

## Leben
Poser wurde als Sohn amerikanischer Eltern in Antwerpen geboren. Nach Beginn des Westfeldzugs siedelte seine jüdische Familie nach New York City über. Nach dem Schulabschluss nahm Poser ein Studium am City College of New York auf, dass er 1943 unterbrach, um als Soldat der US-Army am Zweiten Weltkrieg in Europa teilzunehmen. Nach seinem Bachelor-Abschluss 1947 studierte er bis 1951 Medizin am College of Physicians and Surgeons der Columbia University. Er durchlief eine Ausbildung zum Neurologen am Columbia–Presbyterian Medical Center. Poser lehrte an der University of Kansas und an der University of Missouri–Kansas City. Am College of Medicine der University of Vermont war er von 1968 bis 1981 Professor für Neurologie und leitete als Nachfolger von George A. Schumacher die Abteilung für Neurologie. Ab 1981 in Boston ansässig, war Poser Dozent für Neurologie an der Harvard Medical School, der Boston University und der Tufts University. Im Alter von 81 Jahren trat er 2005 von seiner Position an der Harvard Medical School in den Ruhestand.
Poser war bis zu seinem Tod am 11. November 2010 mit Joan Crawford Poser (1926–2015) verheiratet. Das Paar hatte zwei Söhne.

## Wissenschaftliche Tätigkeit
Das wissenschaftliche Interesse Posers galt unter anderem Enzephalomyelitiden und hier insbesondere der Multiplen Sklerose (MS). Er war Vorsitzender einer Arbeitsgruppe, die 1983 neue Diagnose-Kriterien für die Erkrankung veröffentlichte. Diese wurden als Poser-Kriterien bekannt und schlossen erstmals paraklinischen Befunde aus Bildgebung und Elektrophysiologie ein.
1957 war Poser Mitbegründer der World Federation of Neurology (WFN). Er wurde mit dem belgischen Leopoldsorden ausgezeichnet, war ab 1958 Fellow der American Academy of Neurology (AAN) und ab 1997 Fellow des Royal College of Physicians (RCP) in London.

## Veröffentlichungen (Auswahl)
- Charles M. Poser et al.: New diagnostic criteria for multiple sclerosis: guidelines for research protocols. In: Annals of Neurology. Band 13, Nr. 3, 1983, S. 227–31, doi:10.1002/ana.410130302, PMID 6847134.
- Charles M. Poser: At atlas of multiple sclerosis. Parthenon, New York 1998, ISBN 1-85070-946-7.
- Charles M. Poser, George William Bruyn: An illustrated history of malaria. Parthenon, New York 1999, ISBN 1-85070-068-0.
- Charles M. Poser, George William Bruyn: The history of tropical neurology: nutritional disorders. Science History Publications, Canton 2003, ISBN 978-0-88135-281-8.